# 포거트
포거트(영어: Foghat)는 1970년대에 전성기를 누린, 영국의 블루스 록 밴드이다. 골드 앨범 8장, 플래티넘 앨범 1장, 더블 플래티넘 앨범 1장을 기록했다. 영국에서보다 미국에서 더 큰 성공을 거둔 밴드이다.